# Race Betterment Foundation
 (avril 2024).
La mise en forme du texte ne suit pas les recommandations de Wikipédia : il faut le « wikifier ».
Les points d'amélioration suivants sont les cas les plus fréquents. Le détail des points à revoir est peut-être précisé sur la page de discussion.
- Les titres sont pré-formatés par le logiciel. Ils ne sont ni en capitales, ni en gras.
- Le texte ne doit pas être écrit en capitales (les noms de famille non plus), ni en gras, ni en italique, ni en « petit »…
- Le gras n'est utilisé que pour surligner le titre de l'article dans l'introduction, une seule fois.
- L'italique est rarement utilisé : mots en langue étrangère, titres d'œuvres, noms de bateaux, etc.
- Les citations ne sont pas en italique mais en corps de texte normal. Elles sont entourées par des guillemets français : « et ».
- Les listes à puces sont à éviter, des paragraphes rédigés étant largement préférés. Les tableaux sont à réserver à la présentation de données structurées (résultats, etc.).
- Les appels de note de bas de page (petits chiffres en exposant, introduits par l'outil «  Source ») sont à placer entre la fin de phrase et le point final[comme ça].
- Les liens internes (vers d'autres articles de Wikipédia) sont à choisir avec parcimonie. Créez des liens vers des articles approfondissant le sujet. Les termes génériques sans rapport avec le sujet sont à éviter, ainsi que les répétitions de liens vers un même terme.
- Les liens externes sont à placer uniquement dans une section « Liens externes », à la fin de l'article. Ces liens sont à choisir avec parcimonie suivant les règles définies. Si un lien sert de source à l'article, son insertion dans le texte est à faire par les notes de bas de page.
- La présentation des références doit suivre les conventions bibliographiques. Il est recommandé d'utiliser les modèles {{Ouvrage}}, {{Chapitre}}, {{Article}}, {{Lien web}} et/ou {{Bibliographie}}. Le mode d'édition visuel peut mettre en forme automatiquement les références.
- Insérer une infobox (cadre d'informations à droite) n'est pas obligatoire pour parachever la mise en page.

Pour une aide détaillée, merci de consulter Aide:Wikification.
Si vous pensez que ces points ont été résolus, vous pouvez retirer ce bandeau et améliorer la mise en forme d'un autre article.
La Race Betterment Foundation (en français : « Fondation pour l’amélioration de l'espèce humaine ») est une ancienne organisation eugénique et d'hygiène raciale fondée en 1914 à Battle Creek dans le Michigan par John Harvey Kellogg, en raison de son inquiétude d'une prétendue « dégénérescence raciale ».
La fondation organise des conférences (dont les trois National Conferences on Race Betterment), des ouvrages (Good Health) et crée un registre eugénique en coopération avec l'ERO (Eugenics Record Office). Elle finance également la campagne « Fitter Families » (Familles en bonne santé) de 1928 à la fin des années 1930 ainsi que le Battle Creek College. La fondation contrôle la Battle Creek Food Company, qui sert à son tour de source principale pour les programmes eugéniques de Kellogg, les conférences et le Battle Creek College. Dans son testament, Kellogg lègue toute sa fortune à la Race Betterment Foundation. En 1947, elle dispose de plus de 687 000 dollars d'actifs. En 1967, l'État du Michigan inculpe les administrateurs pour avoir dilapidé les fonds de la fondation, qui ferme alors ses portes.

## Fondateurs
John Harvey Kellogg fonde l'organisation avec Irving Fisher et Charles Davenport[réf. nécessaire].

### John Harvey Kellogg

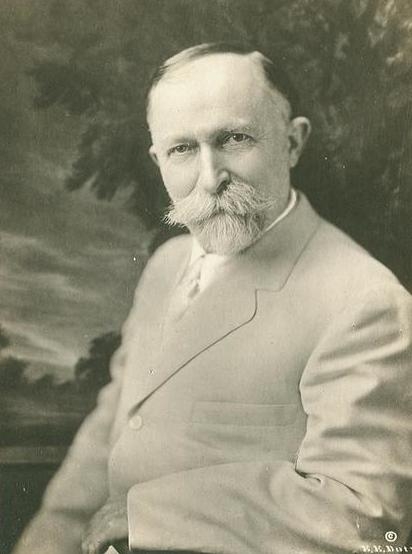
Portrait de John Harvey Kellogg

John Harvey Kellogg (26 février 1852 – 14 décembre 1943) est un médecin eugéniste, promoteur de l'exercice physique et du végétarisme. Il influence grandement de nombreux mouvements, dont ceux en faveur de la pureté des aliments et des médicaments, de la santé publique, de l'hygiène personnelle, de la culture physique et de l'exercice, de la tempérance, de la pureté et de l'eugénisme. Il est le médecin-chef et le directeur du sanitarium de Battle Creek.

### Irving Fisher

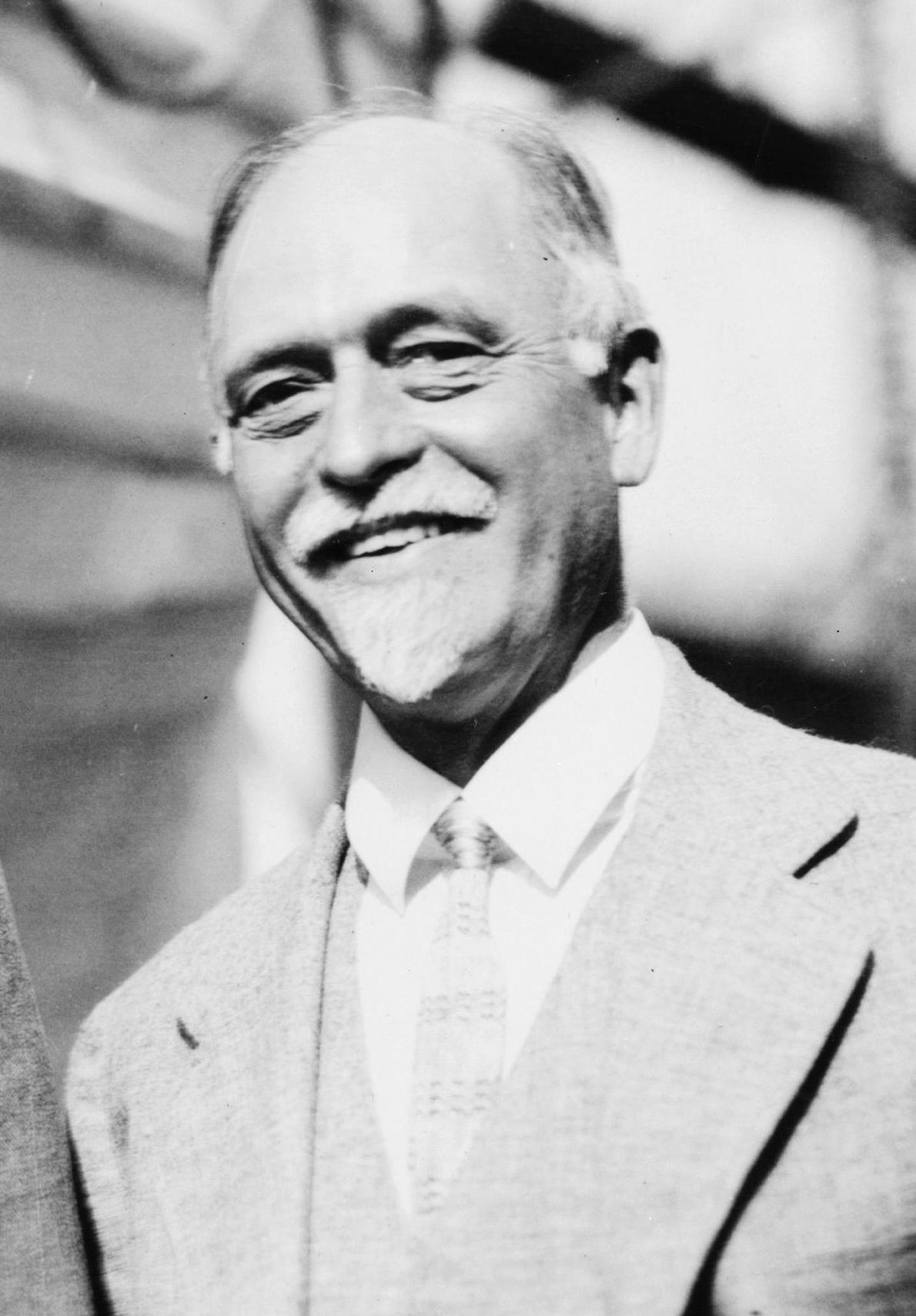
Portrait d'Irving Fisher

Irving Fisher (27 février 1867 – 29 avril 1947) est un professeur en économie et un réformateur essentiel du Mouvement Clean Living (en) de l'ère progressiste. Il influence considérablement les campagnes en faveur de l'eugénisme, soutenant la stérilisation et la ségrégation de « déficients » dans des institutions spécialisées et à travers des programmes eugéniques, notamment les campagnes « Fitter Families ». Il fonde l'organisation American Eugenics Society avec Madison Grant, Harry H. Laughlin, et plusieurs autres personnes en 1926, et devient le premier président de la société (1922–1926) alors qu'elle est encore un comité du deuxième Congrès international d'eugénisme (1921). Il est également vice-président du troisième Congrès international, un membre du comité exécutif de la National Conferences for Race Betterment, président de l'Eugenics Research Association (1920), et membre du Comité directeur du registre des eugénistes (Eugenics Registry's governing committee)

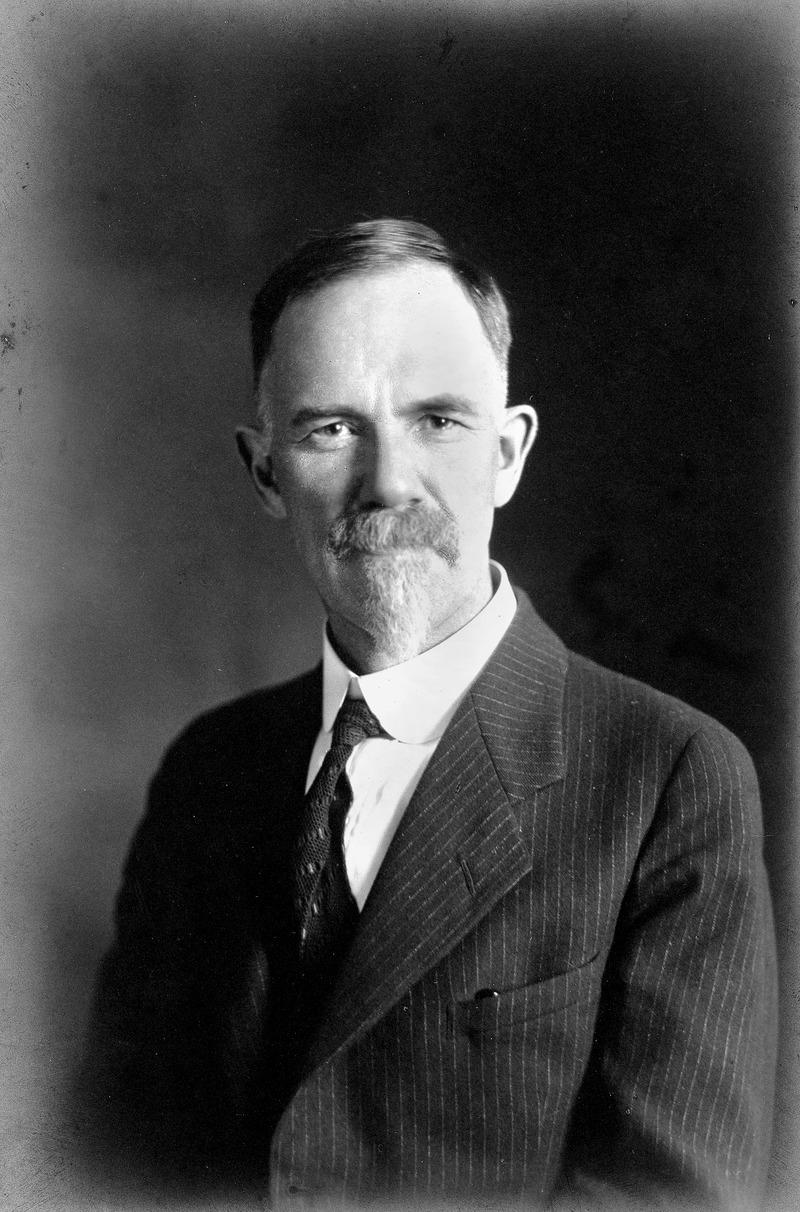
Portrait de Charles Benedict Davenport

### Charles Davenport
Charles Benedict Davenport (1er juin 1866 – 18 février 1944) est un biologiste eugéniste, qui introduit la biométrie dans la science américaine et l'applique à l'eugénisme. Il est une figure importante du mouvement eugéniste aux États-Unis, qui place les thèmes eugéniques au centre des débats de son époque, grâce à ses écrits et à sa grande influence.
En raison de son intérêt pour l'eugénisme, il s'oppose à Margaret Sanger et à son mouvement de contrôle de naissances[Information douteuse], et soutient la restriction de l'immigration et la législation eugéniste.

## National Conferences on Race Betterment

### PremièreNational Conference on Race Betterment
La première National Conference on Race Betterment se déroule au sanitarium de Battle Creek (dirigé par John Harvey Kellogg), du 1er au 6 juin 1914. Plus de 400 participants assistent à la conférence. Elle concerne l'amélioration de la santé et de la qualité de l'espèce humaine, en tenant compte des effets héréditaires et environnementaux. Un registre eugénique est proposé par Kellogg afin d'inciter les individus à penser leur mariage en termes d'hérédité. Sont aussi abordés l'interdiction du tabac, de l'alcool et de la prostitution par la promulgation de lois plus strictes en la matière. La conférence suscite un grand intérêt du public, et offre à la fondation la possibilité d'être présente à l'exposition universelle qui se tient à San Francisco du 4 au 8 août 1915.

### DeuxièmeNational Conference on Race Betterment
La deuxième conférence se déroule à l'exposition universelle de San Francisco (4–8 août 1915). La conférence compte moins de participants et de documents professionnels[pas clair] que la précédente. Kellogg prend a nouveau position pour la création d'un registre eugénique.

### L'exposition Panama-Pacifique
Le thème de l'exposition de 1915 comporte « l'accélération de tout ce que le Nouveau Monde avait accompli » depuis la découverte de l'Amérique de Christophe Colomb, l'ouverture du Canal de Panama, la reconstruction de San Francisco après le séisme de terre de 1906, les ambitions multiculturelles", etc. La "nouveauté" est un élément très important que l'on retrouve partout.
La doctrine "scientifique" de l’amélioration de l'espèce humaine par la pratique de l'eugénisme faisait partie de l'exposition. Le Congrès sur l’amélioration de l'espèce humaine "The Race Betterment Congress) a été menée par l'Exposition, et ses principaux eugénistes ont fait des discours sur les meilleures méthodes pour atteindre une plus grande pureté raciale (le soutien de Kellogg au registre eugénique en est un exemple).
En plus de leur rassemblement au début du mois d'août, la Race Betterment Foundation avait également une place au Palais de l'éducation (Palace of Education). Ils faisaient de la publicité pour l'eugénisme et rappelaient aux passants le passé glorieux et l'avenir possible de la race. Selon Frank Morton Todd, l'historien officiel de l'Exposition, leur contribution a montré "la nécessité de son travail".
Outre la section consacrée à l'eugénisme, l'exposition comportait une "zone de joie" d'un kilomètre de long qui recréait des villages d'indigènes dans une représentation de la vie dans des pays lointains. Celle-ci était stéréotypée et raciale, ce qui a pour but d'exprimer la nécessité des mouvements eugénistes.

### TroisièmeNational Conference on Race Betterment
La conférence initialement prévue a été interrompu par la Première Guerre mondiale. Par conséquent, la troisième conférence n'a pu être tenue qu'à partir de janvier 1928 au Sanitarium de Battle Creek. Contrairement aux deux précédentes, la troisième conférence était axée sur l'enseignement et consistait en présentations de chercheurs sous la planification de Clarence C. Little, président de l'Université du Michigan. Le sujet traité était divisé en douze sections, dont l'hérédité et l'eugénisme, le crime et la stérilisation, l'immigration et l'homme, etc. Dans une revue contemporaine d'une conférence publié en 1929 dans l'American Journal of Physical Anthropology , il a été perçu comme "un véritable volume d'anthropologie appliquée" et les sujets étaient liés "directement ou indirectement au bien-être de l'homme" Le concours des  "Fitter Families" a été l'une des conséquences de cette conférence.

### Postérieurement
Un troisième congrès était organisé, mais a été interrompu par le Grande Dépression, la Seconde Guerre mondiale, et le décès de Kellog, l'un après l'autre. Après la guerre, dû aux actes du Troisième Reich qui perpétuait la Shoah, ni le mouvement pour l’amélioration de l'espèce humaine ni l'eugénisme n'étaient des concepts acceptables dans les discussions académiques.

## Autres activités

### Battle Creek Food Company
Voir aussi: Kellogg's
En 1890, Kellog a organisé avec son frère Will Keith Kellogg le Battle Creek Sanitarium Food Company comme filiale du Sanitarium de Battle Creek. Les deux frères ont développé une méthode de production de grains transformés croquants et savoureux, un aliment du petit-déjeuner devenu populaire au sein des patients du Sanitarium de Battle Creek. Cependant, due à leur dispute concernant la distribution de leurs cornflakes, W.K. Kellogg rachète son frère et crée en 1906 la Kellogg Toasted Corn Flakes Company (rebaptisée par la suite Kellogg Company). Après la séparation avec son frère, J.H. Kellogg a fondé la Battle Creek Food Company afin de développé et de commercialiser des produits à base de soja et des aliments saints. La société a été rachetée par Eugene McKay et George McKay après la Seconde Guerre mondiale.
The Battle Creek Food Company était également la principale source de financement de la Race Betterment Foundation.

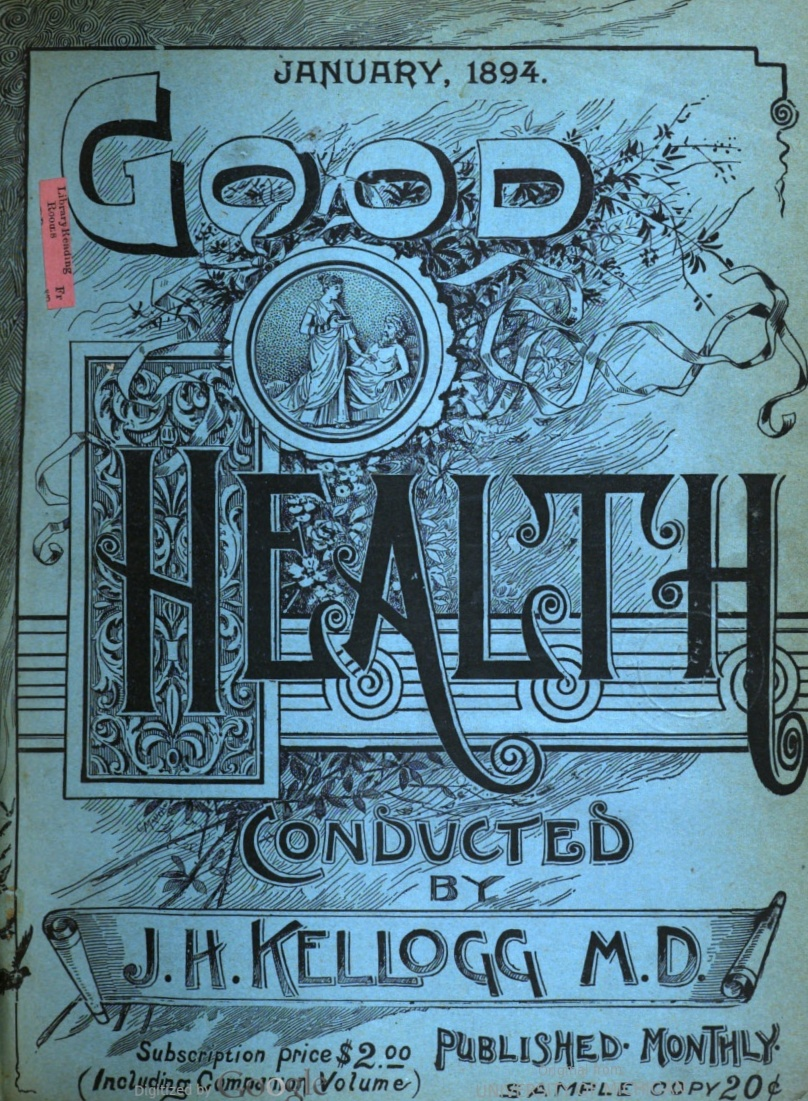
Good Health, couverture de janvier 1894

### Good HealthJournal
The Good Health journal a été financé par la Race Betterment Foundation.
Le journal a été pendant de nombreuses années l'organe officiel de la fondation et, à plusieurs reprises, d'autres organisations similaires. Son nom initial était Health Reformer, qui a débuté en 1866. Kellog est devenu l'éditeur du journal en 1874. En 1879, a changé son nom pour Good Health et en a été le rédacteur en chef pendant 65 ans, jusqu'à sa mort en 1943. Après la mort de Kellog, James Thomas Case en est devenu l'éditeur d'août 1944 à août 1953. Le Good Health journal a obtenu plus de 20 000 abonnés et a été publié jusqu'en 1955.
Kellog était un défenseur des aliments à base de soja. À partir de mars 1921, il a commencé à publier des articles à propos d'aliments à base de soja dans le journal Good Health. Pendant les années 1930, Kellog est devenu de plus en plus enthousiaste à propos du soja, et a publié de plus en plus d'articles dans le journal. En août 1936, le journal Good Health a publié une recette de crème glacée à l'acidophile de soja (la Soy Acidophilus Ice Cream), fabriquée à partir du lait de soja cultivé.

### Eugenics Registry
L'idée un registre eugénique a d'abord été l'idée de John Harvey Kellogg en 1914, pendant la première conférence National Race Betterment. Le registre a été établi après la deuxième conférence National Race Betterment à San Francisco en 1915 en coopération avec la Race Betterment Foundation et l'Eugenic Records Office. Les formulaires d'enquête sur les familles indiquent que l'objectif du registre était :
1. de faire un inventaire et un rapport des traits et tendances héréditaires socialement importants de l'individu;
2. d'indiquer, dans la mesure du possible, les conditions dans lesquelles ces traits et tendances peuvent s'exprimer dans les générations suivantes;
3. de contribuer au développement et la transmission de nos connaissances sur l'hérédité naturelle chez l'homme;
4. de contribuer au maintien et à l'accroissement des dotations naturelles et lutter contre la dégradation de la race.

Parmi les membres du conseil d'administration figuraient des eugénistes pionniers: David Starr Jordan, président; John Harvey Kellogg, secrétaire; Irving Fisher, Luther Burbank, et Charles B. Davenport, directeur de l'ERO. Le registre collectait des informations sur des milliers de famille pendant. Le registre a recueilli des informations sur des milliers de familles au cours de ses années de fonctionnement jusqu'en 1935.

### Fitter Family Campaign
La campagne "Fitter Family" est issue des concours "Better Babies", très populaires avant la Première Guerre mondiale. Ces derniers étaient associés à l'eugénisme lors de la Kansas Free Fair en 1920, et a ont été développés en compétitions "Fitter Families for Future Firesides" sous la direction de Mary Tirrell Watts et de Florence Brown Sherbon. Le sponsor initial de la compétition était le Red Cross (1920-1924), puis le Rockefeller et Eastman (1924-1926), et a ensuite été transféré à la Race Betterment Foundation sous la direction de Luther S West en 1928. La campagne a été un parfait exemple de programme eugéniste positif, dont l'objet était d'apprendre aux jeunes adultes qui connaissaient leur histoire personnelle en termes d'eugénisme, comment choisir leur partenaire avec plus de précaution, afin d'amener à un fitter humanstock (des humains en meilleure forme).

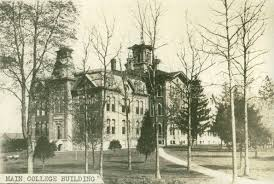
Le bâtiment principal de l'Université de Battle Creek, photo tirée de son vingt et unième calendrier annuel, publié en 1896.

### L'Université de Battle Creek
L'Université de Battle Creek est née au Sanitarium de Battle Creek, fondé initialement en 1866 comme institution de l'Église adventiste du septième jour. Les prédécesseurs de l'Université de Battle Creek comprennent l'école de formation des infirmières ouverte en 1884, l'école de santé et d'économie domestique du Battle Creek Sanitarium, qui servait principalement à former des diététiciens, fondée en 1906, et l'école normale d'éducation physique fondée en 1909. Kellog a créé l'Université de Battle Creek en réunissant les trois écoles professionnelles en 1923. l'Université de Battle Creek est devenue pleinement accrédité par la North Central Association of Colleges en 1926. John Harvey Kellogg a été le premier président de l'établissement.
L'objéctif fondamental de cette université était "l'amélioration de la race par l'eugénisme et l'euthénisme", comme le stipulent ses statuts. Par conséquent, tous les étudiants, les membres du corps enseignant et les dirigeants de l'établissement devaient être "des partisans et des promoteurs sincères et enthousiastes des principes et des méthodes d'amélioration de l'espèce humaine"
L'université a fermé ses portes en 1938.